# Dagmar Koller
Dagmar Koller (Klagenfurt, 26 augustus 1939) is een Oostenrijkse zangeres, danseres en actrice.

## Jeugd en opleiding
Dagmar Koller bezocht reeds op 6-jarige leeftijd een balletschool. Later studeerde ze aan de Universität für Musik und darstellende Kunst Wien.

## Carrière
Ze startte haar carrière bij de Wiener Volksoper en werd snel buiten de Oostenrijkse grenzen bekend. Van juli tot november 1964 reisde ze met een tournee van Wiener Blut door de Verenigde Staten en Canada met een Weense productiefirma. In de operette Das Land des Lächelns (1964, Berlijn) van Franz Lehár vierde ze grote successen. Later werkte ze mee in talrijke musicals, waaronder My Fair Lady, West Side Story en Sweet Charity.
De Duitstalige première van Der Mann von La Mancha vond plaats op 4 januari 1968 in het Theater an der Wien met de acteurs van het Burgtheater, Josef Meinrad in de hoofdrol en Blanche Aubry als Aldonza. Dagmar Koller aanvaardde in het vervolg met groot succes de rol van Aldonza. Verdere toneelpartners waren Elizabeth Taylor, René Kollo en Udo Jürgens. Ze trad ook op in de tv-serie Ringstraßenpalais.
Met de operette Königing einer Nacht startte ze haar tv-carrière. Bovendien presenteerde ze talrijke tv-programma's bij de ORF, waaronder Hallo, wie geht's? In dit programma sprak ze met publiekslievelingen en prominenten en toonde fragmenten uit het leven van de sterren. Talrijke tournees vestigden haar roem, waaronder die door Japan, de Verenigde Staten en Europa met onder andere tien tournees door Duitsland.

## Verdere activiteiten
In de Oostenrijkse uitvoering van Shrek 2 synchroniseerde ze Jennifer Saunders in de rol van de goede fee. Koller was uitgeefster van het maandelijks verschijnend tijdschrift Enjoy Vienna/Wilkommen in Wien, dat aan het eind van 2015 werd stopgezet.

## Privéleven
Dagmar Koller was van 1978 tot aan zijn dood in 2008 getrouwd met de Weense burgemeester Helmut Zilk (1984 tot 1994).

## Onderscheidingen
- 2015 Ereteken voor verdiensten voor de republiek Oostenrijk

## Filmografie (selectie)
- 1973: Paganini (tv)
- 1974: Tatort: Mord im Ministerium
- 1977: Das Lächeln einer Sommernacht (A Little Night Music)
- 1979: Austern mit Senf
- 1980: Ringstraßenpalais
- 1986: Johann Strauß – Der König ohne Krone
- 1993: Hochwürden erbt das Paradies
- 1996: Hochwürdens Ärger mit dem Paradies
- 2016: Stille Reserven

- Bibsys: 8062147
- Bibliothèque nationale de France: cb139453349 (data)
- CiNii: DA09029191
- Gemeinsame Normdatei: 129653276
- International Standard Name Identifier: 0000 0000 7365 0005
- Library of Congress Control Number: n82048686
- MusicBrainz: 878ac2c8-6a9d-4159-ade2-a1774f6c6114
- Nationale Bibliotheek van Tsjechië: xx0182563
- Nationale Bibliotheek van Israël: 987007316673505171
- Nationale Bibliotheek van Polen: a0000002689954
- Nederlandse Thesaurus van Auteursnamen: 105214116
- Virtual International Authority File: 30622956
- WorldCat: E39PBJyWQVMHrMhkxb68g8xYyd